# AI-completa
En l'àmbit de la intel·ligència artificial (IA), les tasques que s'estima que requereixen una intel·ligència artificial forta per resoldre es coneixen de manera informal com AI-completa o AI-hard. Anotar un problema AI-complete reflecteix la creença que no es pot resoldre amb un algorisme específic senzill.
En el passat, els problemes que se suposa que estaven complets amb IA incloïen la visió per ordinador, la comprensió del llenguatge natural i l'afrontament de circumstàncies inesperades mentre es resolen qualsevol problema del món real. AI-complete es va considerar útil per provar la presència d'humans, com pretenen els tests de CAPTCHA, i en seguretat informàtica per evitar atacs de força bruta.

## Història
El terme va ser encunyat per Fanya Montalvo per analogia amb NP-complet i NP-difícil en la teoria de la complexitat computacional, que descriu formalment la classe més famosa de problemes difícils. Els primers usos del terme es troben a la tesi doctoral de 1987 d'Erik Mueller  i a l'Arxiu d'argot de 1991 d'Eric Raymond.
Els sistemes experts, que van ser populars als anys 80, van ser capaços de resoldre versions molt simples i/o restringides de problemes complets d'IA, però mai amb la seva total generalitat. Quan els investigadors d'IA van intentar "ampliar" els seus sistemes per manejar situacions més complicades i del món real, els programes tendien a ser excessivament trencadissos sense coneixements de sentit comú o una comprensió rudimentària de la situació: fallarien com a circumstàncies inesperades fora del seu problema original. començaria a aparèixer el context. Quan els éssers humans s'enfronten a noves situacions del món, se'ls ajuda amb la seva consciència del context general: saben quines són les coses que l'envolten, per què hi són, què és probable que facin, etc. Poden reconèixer situacions inusuals i ajustar-se en conseqüència. Els sistemes experts no tenien aquesta adaptabilitat i eren fràgils davant de noves situacions.
DeepMind va publicar un treball el maig de 2022 en què van entrenar un sol model per fer diverses coses alhora. El model, anomenat Gato, pot "reproduir Atari, subtitular imatges, xatejar, apilar blocs amb un braç robot real i molt més, decidint en funció del seu context si s'ha de produir text, parells conjunts, pressions de botons o altres fitxes". De la mateixa manera, algunes tasques que abans es consideraven com a AI completes, com la traducció automàtica,  es troben entre les capacitats dels models de llenguatge extens.

## Problemes complets d'IA
S'ha plantejat la hipòtesi que els problemes d'IA completa inclouen:
- Avaluació d'experts d'IA (comprensió del llenguatge natural compost, raonament automatitzat, demostració automatitzada de teoremes, sistema expert en lògica formalitzada)
- Problemes de Bongard
- Visió per ordinador (i subproblemes com el reconeixement d'objectes)[5]
- Comprensió del llenguatge natural (i subproblemes com ara la mineria de textos,[6] traducció automàtica, i la desambiguació del sentit de les paraules[7])
- Conducció autònoma
- Fer front a circumstàncies inesperades mentre es resol qualsevol problema del món real, ja sigui navegació, planificació o fins i tot el tipus de raonament fet per sistemes experts.

## Formalització
La teoria de la complexitat computacional tracta de la dificultat computacional relativa de les funcions computables. Per definició, no cobreix problemes la solució dels quals és desconeguda o no s'ha caracteritzat formalment. Atès que molts problemes d'IA encara no tenen formalització, la teoria convencional de la complexitat no permet una definició formal de la completitud de la IA.